# 司法人員
司法人員（英語：judicial officer）包括法官、裁判官、陪席司法人員（如太平紳士及具有有限司法管轄權的法院人員），以及公證人及監誓員。各種司法人員的職能各不相同。
亦有一些司法管轄區將承發吏（法語：huissier de justice）稱為「司法人員」。